# Markovac (okręg podunajski)
Markovac (cyr. Марковац) – wieś w Serbii, w okręgu podunajskim, w gminie Velika Plana. W 2011 roku liczyła 2915 mieszkańców.